# 6 сентября
6 сентября — 249-й день года (250-й в високосные годы) по григорианскому календарю.
До конца года остаётся 116 дней.
До 15 октября 1582 года — 6 сентября по юлианскому календарю, с 15 октября 1582 года — 6 сентября по григорианскому календарю.
В XX и XXI веках соответствует 24 августа по юлианскому календарю.

## Праздники и памятные дни
См. также: Категория:Праздники 6 сентября

### Национальные
- Болгария — День объединения.
- Пакистан — День обороны.
- Эсватини — День независимости.

### Религиозные
Православие
- Память священномученика Евтихия, епископа, ученика апостола Иоанна Богослова (I в.)[4];
- перенесение мощей святителя Петра, митрополита Московского, всея России чудотворца (1479);
- память преподобного Арсения Комельского, игумена (1550);
- память преподобного Аристоклия (Амвросиева), старца Московского (1918);
- память мученика Татиона Клавдиопольского (Вифинского) (305)[5];
- память мученицы Сиры, девы Персидской (558)[6];
- память преподобного Георгия Лимниота (Озерника) (ок. 716);
- память равноапостольного Космы Этолийского, иеромонаха (1779);
- память преподобномученика Серафима (Шахмутя), архимандрита (1946);
- празднование в честь Петровской иконы Божией Матери (ок. 1306).

## События
См. также: Категория:События 6 сентября

### До XIX века
- 394 — битва на реке Фригид.
- 1492 — экспедиция Колумба покидает Старый Свет и берёт курс на запад.
- 1522 — завершено первое кругосветное путешествие, начатое под руководством Фернана Магеллана.
- 1634 — в битве при Нёрдлингене армия короля Венгрии и Богемии Фердинанда разбила шведские войска.
- 1689 — заключён Нерчинский договор — первый договор между Русским государством и Китаем.
- 1696 — из Нью-Йорка отправилось в первое плавание каперское судно «Отважный»[уточнить] во главе с капитаном Киддом[значимость факта?].
- 1716 — в Бостоне закончилось строительство первого американского маяка.
- 1790 — Екатерина II повелела русским подданным немедленно вернуться в Россию из революционной Франции.

### XIX век
- 1819 — Томас Бланчард[англ.] запатентовал токарный станок.
- 1826 — в Санкт-Петербурге открыто движение по цепному Египетскому мосту через реку Фонтанку.
- 1852 — в Манчестере открыта первая бесплатная библиотека Британии.
- 1859 — при взятии аула Гуниб пленён вождь кавказских горцев имам Шамиль.
- 1873
  - Хивинское ханство признало зависимость от России.
  - Создана Шотландская федерация футбола, одна из старейших в мире.
- 1885 — к Болгарскому княжеству присоединена область Восточная Румелия.
- 1899 — США объявили политику «открытых дверей» в отношении Китая.

### XX век
- 1921 — Юзеф Пилсудский призвал главу антисоветского подполья Бориса Савинкова временно покинуть Польшу в связи с осложнением отношений с СССР.
- 1928 — СССР присоединился к пакту Бриана — Келлога о разрешении международных противоречий мирным путём.
- 1936 — учреждено почётное звание «Народный артист СССР». Первыми его были удостоены К. С. Станиславский, В. И. Немирович-Данченко, В. И. Качалов, И. М. Москвин. Последними в 1991 году — С. С. Пилявская и О. И. Янковский.
- 1939
  - Южно-Африканский Союз объявил войну нацистской Германии.
  - В Ленинграде открылся Государственный театр эстрадных миниатюр под руководством Аркадия Райкина.
- 1940 — Указ Президиума Верховного Совета СССР об образовании Народного комиссариата Государственного контроля СССР.
- 1941
  - «Правда» впервые назвала советских партизан «народными мстителями».
  - Начало массового уничтожения еврейского населения г. Белая Церковь (Украинская ССР), в результате которого погибло не менее 4500 человек, включая детей и женщин.
- 1943
  - Британское командование в Индокитае призвало правительство Чан Кайши объединить усилия с коммунистами Китая для борьбы против Японии.
  - Выступая в Гарвардском университете, У. Черчилль заявил, что в будущем жители США и Англии будут иметь единое государство.
- 1944 — Польский комитет национального освобождения издал распоряжение об экспроприации ферм с площадью пахотных земель более 50 гектаров и ферм с общей площадью более 100 гектаров. Часть изъятой земли была передана мелким хозяйствам и сельскохозяйственным кооперативам, а остальные поместья превратились в государственные сельскохозяйственные предприятия. Все леса также национализированы.
- 1947
  - Указ Президиума Верховного Совета СССР о награждении города Москвы орденом Ленина в связи с 800-летием.
  - Московское метро награждено орденом Ленина.
  - В Москве состоялась торжественная закладка памятника Юрию Долгорукому.
- 1952
  - В Женеве подписана Всемирная конвенция об авторском праве.
  - Компания «Си-би-си» ввела в строй первую телевизионную станцию в Канаде — CBFT Montreal.
- 1955
  - Указ Президиума ВС СССР «Об установлении ежегодного праздника „Дня строителя“».
  - Стамбульский погром, направленный против греческого населения города[7].
- 1956 — Указ «О переименовании международных Сталинских премий в международные Ленинские премии».
- 1968 — Свазиленд стал независимым государством во главе с королём Собузой II.
- 1975 — теннисистка из социалистической Чехословакии Мартина Навратилова запросила политическое убежище в США.
- 1976 — советский пилот Виктор Беленко совершил побег на истребителе «Миг-25П» и совершил посадку в Японии, где запросил политическое убежище в США.
- 1977 — во всех канадских провинциях, кроме Квебека и Новой Шотландии, дорожные знаки приведены в соответствие с метрической системой.
- 1979 — 30 тысяч «лодочников», которым удалось по морю покинуть Вьетнам, получили разрешение на проживание в США.
- 1985 — катастрофа DC-9 в Милуоки. Погибли все 31 человек на борту.
- 1987 — в Балтиморе, США, впервые хирургическим путём разъединены сиамские близнецы.
- 1989 — из-за компьютерной ошибки 41 тыс. парижан получили письма, извещающие о том, что ими совершены убийства и грабежи вместо нарушений правил дорожного движения.
- 1991
  - СССР признал независимость прибалтийских республик — Эстонии, Латвии и Литвы.
  - Городу Ленинграду возвращено историческое название Санкт-Петербург, использовавшееся до 1914 года.
  - День независимости Чеченской Республики Ичкерия. Гвардейцы Общенационального конгресса чеченского народа разогнали Верховный Совет Чечено-Ингушской Республики после многодневных массовых митингов и «сидения» на центральной площади г. Грозного, начавшихся 19 августа.

### XXI век
- 2002 — Совет директоров МВФ одобрил выделение Бразилии займа в размере $30,4 млрд для предотвращения спада в крупнейшей экономике Южной Америки.
- 2007 — операция «Фруктовый сад»: налёт израильских ВВС на предполагаемый ядерный реактор в Сирии.
- 2009 — как минимум 9 пассажиров парома «Суперферри 9» погибли в результате кораблекрушения близ Филиппин[8].
- 2022
  - 47-летняя Лиз Трасс, избранная лидером Консервативной партии Великобритании, стала новым премьер-министром страны, сменив Бориса Джонсона. 25 октября 2022 года покинула свою должность.
  - вторжение России на Украину: началось украинское контрнаступление в Харьковской области.
- 2023 — вторжение России на Украину: удар по Константиновке, 17 погибших.

## Родились
См. также: Категория:Родившиеся 6 сентября

### До XIX века
- 1475 — Себастьяно Серлио (ум. 1554), итальянский теоретик архитектуры.
- 1666 — Иван V Алексеевич (ум. 1696), русский царь (1682—1696).
- 1729 — Мозес Мендельсон (ум. 1786), немецкий философ-идеалист, прозванный «германским Сократом».
- 1757 — Жильбер Лафайет (ум. 1834), французский политик, участник трёх революций.
- 1766 — Джон Дальтон (ум. 1844), английский физик и химик.
- 1769 — Богуслав Таблиц (ум. 1832), чешско-словацкий писатель, священник.
- 1785 — Александр Нелюбин (ум. 1858), русский врач-фармаколог.

### XIX век
- 1802 — Альсид Дессалин д’Орбиньи (ум. 1857), французский натуралист, ученик Жоржа Кювье.
- 1808 — Абд аль-Кадир (ум. 1883), арабский эмир, национальный герой Алжира, полководец, учёный, оратор и поэт.
- 1811 — Иоанна Дезидерия Куртманс-Берхманс (ум. 1890), фламандская писательница.
- 1860 — Джейн Аддамс (ум. 1935), американский социолог и философ, лауреат Нобелевской премии мира (1931).
- 1863 — Дмитрий Граве (ум. 1939), российский и советский математик, почётный академик АН СССР.
- 1869 — Феликс Зальтен (настоящее имя Зигмунд Зальцман; ум. 1945), австрийский писатель, журналист, критик.
- 1874 — Иван Наживин (ум. 1940), русский писатель.
- 1876 — Джон Маклеод (ум. 1935), шотландский врач, физиолог, лауреат Нобелевской премии (1923).
- 1879 — Макс Шрек (ум. 1936), немецкий актёр театра и кино.
- 1886 — Александр Зражевский (ум. 1950), актёр театра и кино, народный артист СССР, четырежды лауреат Сталинской премии.
- 1892 — Эдвард Виктор Эпплтон (ум. 1965), британский физик, лауреат Нобелевской премии (1947).
- 1895 — Вальтер Дорнбергер (ум. 1980), немецкий инженер, генерал-лейтенант, один из основателей тяжёлой ракетной индустрии в нацистской Германии.
- 1897 — Иван Микитенко (ум. 1937), украинский советский писатель, драматург.
- 1900 — Жюльен Грин (ум. 1998), французский писатель, романист и драматург американского происхождения.

### XX век
- 1903 — Уильям Росс Эшби (ум. 1972), английский психиатр, специалист по кибернетике, пионер в исследовании сложных систем.
- 1904 — Михаил Авербах (ум. 1980), кинорежиссёр, сценарист, заслуженный деятель искусств РСФСР.
- 1906 — Луис Федерико Лелуар (ум. 1987), аргентинский биохимик французского происхождения, лауреат Нобелевской премии (1970).
- 1907 — Эрик Гептнер (погиб в 1944), советский военный лётчик, Герой Российской Федерации (1996), гвардии старший лейтенант.
- 1907— Сергей Панков (ум. 1960), генерал-майор, участник Гражданской войны.
- 1908
  - Николай Аввакумов (ум. 1945), советский художник-график.
  - Владимир Котельников (ум. 2005), советский и российский учёный в области радиотехники, радиосвязи и радиоастрономии.
  - Льюис Эссен (ум. 1997), британский физик, создатель кварцевых и атомных часов.
- 1913 — Леонидас да Силва (ум. 2004), бразильский футболист.
- 1920 — Сергей Стечкин (ум. 1995), советский и российский математик, основатель научной школы в теории функций.
- 1921 — Кармен Лафорет (ум. 2004), испанская писательница.
- 1923
  - Нада Димич (расстреляна в 1942), югославская партизанка, награждена орденом Народного героя (1951).
  - Пётр II Карагеоргиевич (ум. 1970), последний король Югославии (1934—1945).
- 1925 — Геннадий Литаврин (ум. 2009), советский и российский историк, академик РАН.
- 1926
  - Клаус фон Амсберг (ум. 2002), принц-консорт Нидерландов.
  - Синъити Хоси (ум. 1997), японский писатель-фантаст.
- 1928
  - Роберт Пирсиг (ум. 2017), американский писатель и философ.
  - Евгений Светланов (ум. 2002), дирижёр, композитор, пианист, Герой Социалистического Труда, народный артист СССР.
- 1934 — Олег Калугин, генерал-майор КГБ СССР, советский и российский общественный и политический деятель, эмигрировавший в США и осуждённый в России за государственную измену.
- 1937 — Геннадий Шпаликов (ум. 1974), русский советский поэт, сценарист, кинорежиссёр.
- 1937 — Ежи Бинчицкий (ум. 1998), польский актёр, исполнитель главной роли в фильме «Знахарь».
- 1939 — Судзуми Тонегава, японский молекулярный биолог и иммунолог, лауреат Нобелевской премии по физиологии и медицине (1987).
- 1943
  - Ричард Робертс, американский биохимик, лауреат Нобелевской премии по физиологии и медицине (1993).
  - Роджер Уотерс, британский рок-музыкант и автор песен, бывший участник группы «Pink Floyd».
- 1946
  - Евгений Козловский, российский писатель, драматург, киносценарист, журналист.
  - Александр Лившиц (ум. 2013), советский и российский экономист, министр финансов и вице-премьер правительства России (1996—1997).
- 1950 — Владимир Ерёмин, советский и российский актёр, сценарист, продюсер, телеведущий.
- 1951 — Золтан Рибли, венгерский шахматист.
- 1952 — Владимир Казачёнок (ум. 2017), советский футболист.
- 1954 — Александр Тарханов, советский футболист и российский футбольный тренер.
- 1957 — Жозе Сократеш, португальский политический деятель, 13-й премьер-министр Португалии (2005—2011).
- 1961 — Пол Воктор-Савой, гитарист и основной автор песен норвежской группы «a-ha».
- 1963 — Герт Вилдерс, нидерландский политик, автор резонансного документального короткометражного фильма «Фитна».
- 1967 — Игор Штимац, хорватский футболист и тренер.
- 1971 — Долорес О’Риордан (ум. 2018), ирландская певица, автор песен и вокалистка рок-группы The Cranberries.
- 1972 — Идрис Эльба, британский актёр, лауреат премии «Золотой глобус».
- 1973
  - Грег Руседски, канадский и британский теннисист, экс-четвёртая ракетка мира.
  - Юрий Шатунов (ум. 2022), советский и российский певец, бывший солист группы «Ласковый май».
- 1974
  - Нина Перссон, солистка шведской группы The Cardigans.
  - Тим Хенмен, британский теннисист, экс-четвёртая ракетка мира.
- 1975 — Рёко Тани, японская дзюдоистка, двукратная олимпийская чемпионка, многократная чемпионка мира.
- 1977 — Мария Макарова, российская певица, поэтесса, композитор, организатор и вокалистка рок-группы «Маша и медведи».
- 1980 — Джозеф Йобо, нигерийский футболист.
- 1984
  - Люк Абало, французский гандболист, трёхкратный олимпийский чемпион.
  - Хелена Экхольм, шведская биатлонистка, трёхкратная чемпионка мира.
- 1986 — Александр Гримм, немецкий байдарочник, олимпийский чемпион (2008).
- 1987 — Анна Павлова, российская гимнастка, двукратный призёр Олимпийских игр 2004 года.
- 2000 — Дэвид Кушнер, американский певец.

### XXI век
- 2002
  - Лейла Фернандес, канадская теннисистка.
  - Ашер Энджел, американский актёр и исполнитель песен.

## Скончались
См. также: Категория:Умершие 6 сентября
- 972 — Иоанн XIII (р. ок. 938), 133-й папа римский (965—972).
- 1559 — Бенвенуто Тизи (р. 1481), итальянский художник.
- 1566 — Сулейман Великолепный (р. 1494), 10-й султан Османской империи (1520—1566), при котором она достигла наивысшего могущества.
- 1719 — Карло Чиньяни (р. 1628), итальянский живописец, представитель болонского академизма.
- 1885 — Нарсис Монтуриоль (р. 1819), каталонский испанский инженер, изобретатель, художник.
- 1907 — Рене Франсуа Арман Прюдом (р. 1839), французский поэт, эссеист, первый нобелевский лауреат по литературе (1901).
- 1951 — Ефим Щаденко (р. 1885), советский военный деятель, один из создателей 1-й Конной армии.
- 1958 — Исаак Махлис (р. 1893), советский художник.
- 1962 — Ханс Эйслер (р. 1898), немецкий композитор, дирижёр.
- 1964 — Александр Пишванов (р. 1893), русский лётчик-ас времён Первой мировой войны.
- 1966 — Маргарет Сэнгер (р. 1879), американская активистка, основательница «Американской лиги контроля над рождаемостью».
- 1968 — Николай Акимов (р. 1901), русский советский театральный режиссёр, сценограф, художник, педагог, создатель Театра комедии в Ленинграде, народный артист СССР.
- 1977 — Юрий Пименов (р. 1903), живописец, театральный художник и график, народный художник СССР.
- 1978 — Адольф (Ади) Дасслер (р. 1900), немецкий предприниматель, основатель компании Adidas.
- 1981 — Лукас Демаре (р. 1910), аргентинский кинорежиссёр и сценарист.
- 1986 — Алексей Кожевников (р. 1933), киноактёр, заслуженный артист РСФСР.
- 1990
  - Север Гансовский (р. 1918), советский писатель-фантаст, драматург, художник.
  - Том Фогерти (р. 1941), американский гитарист, участник рок-группы «Creedence Clearwater Revival».
- 1994 — Ники Хопкинс (р. 1944), британский рок-музыкант, клавишник и певец.
- 1995 — Павел Маслеников (р. 1914), белорусский советский живописец, искусствовед, народный художник Беларуси.
- 1998 — Акира Куросава (р. 1910), японский кинорежиссёр, сценарист, продюсер.
- 1999 — Назар Наджми (наст. имя Хабибназар Назмутдинов; р. 1918), башкирский и татарский поэт, публицист, драматург, народный поэт Башкортостана.
- 2000 — Нина Рамишвили (р. 1919), грузинская советская танцовщица, балетмейстер, хореограф, Герой Социалистического Труда, народная артистка СССР.
- 2007 — Лучано Паваротти (р. 1935), оперный певец, тенор.
- 2010 — Владимир Вихров (р. 1954), советский и российский актёр театра, кино и дубляжа.
- 2011 — Георгий Заварзин (р. 1933), советский и российский микробиолог, академик РАН.
- 2014 — Виктория Горшенина (р. 1919), актриса театра и кино, заслуженная артистка РСФСР.
- 2016 — Павел Хомский (р. 1925), театральный режиссёр, художественный руководитель Театра имени Моссовета, народный артист РСФСР.
- 2019 — Роберт Мугабе (р. 1924), премьер-министр (1980—1987) и президент Зимбабве (1987—2017).
- 2021
  - Жан-Поль Бельмондо́ (р. 1933), французский актёр театра и кино.
  - Жан-Пьер Адамс (р. 1948), французский футболист, центральный защитник; 39 лет провел в коме.

## Приметы
- Евтихий.
- Если на Евтихия пройдёт дождь, то осень будет сухая, а урожай (на будущий год) будет знатным[9].